# Partido Alemán Zipser
El Partido Alemán Zipser (en alemán: Zipser deutsche Partei) fue un partido de la Primera República Checoslovaca fundado en Kežmarok el 20 o 22 de marzo de 1920 con el objetivo de representar a la minoría alemana zipser en Checoslovaquia.
En 1924, fue miembro de la Arbeitsgemeinschaft der Deutschen Parteien in der Slowakei con el Partido Nacional Alemán, la Liga de Agricultores, el Partido Alemán del Comercio y la sección alemana del Partido Socialista Cristiano Provincial Húngaro-Alemán, pero no con el Partido Socialdemócrata Húngaro-Alemán ni con la sección eslovaca del Partido Socialdemócrata Obrero Alemán en la República Checoslovaca.
Su miembro en el Parlamento fue, de 1925 a 1939, Andor Nitsch (1883-1976).